# Новоселовка (Арцизки район)
Новоселовка (на украински: Новоселівка) е село в южна Украйна, в състава на селски съвет Девлетагач в Болградски район на Одеска област. Населението му според преброяването през 2001 г. е 508 души.

## Население

### Езици
Численост и дял на населението по роден език, според преброяването на населението през 2001 г.:
| Роден език | Численост | Дял (в %) |
| Общо       | 508       | 100.00    |
| Украински  | 445       | 87.59     |
| Руски      | 29        | 5.70      |
| Български  | 28        | 5.51      |
| Молдовски  | 4         | 0.78      |
| Беларуски  | 2         | 0.39      |